# Overnjanski dijalekt
Overnjanski dijalekt (oksitanski. Oksitanski; auverne, auvernhas; nekada smatran posebnim jezikom, s kodnim imenom ISO 639-3: auv), jedan od šest oksitanskih dijalekata, šire iberoromanske skupine, kojim govori 1 315 000 Overnjanaca (2004) u regiji Auvergne u središnjoj Francuskoj. Ima dva dijalekta, gornjoovernjanski (haut-auvergnat) u departmanu Cantal i na jugu Haute-Loire; i donjoovernjanski (bas-auvergnat) u Puy-de-Dome i na sjeveru departmana Haute-Loire.

## Vanjske poveznice
- Ethnologue (16th)
- ISO 639-3 Oksitanski jezik
- Occitan, Ethnologue (16th)